# 린 플루얼링
린 플루얼링(Lynn Flewelling, 1958년 10월 20일~)은 미국의 판타지 소설 작가다.
프레스크아일에서 태어난 린 플루얼링은 미국 메인주 북부에서 성장했으며 이후 두 해안에 거주하며 전 세계를 여행했다. 1981년부터 Douglas Flewelling과 결혼하여 두 아들을 두고 있다. 현재 캘리포니아 레드랜즈에 거주하며 계속해서 글을 쓰고 있으며 레드랜즈 대학교에서 강의와 창작 워크숍을 제공하고 있다.